# Vojašnica generala Maistra
Vojašnica generala Maistra je vojašnica v Mariboru, ki je bila poimenovana po generalu Rudolfu Maistru.

## Enote
Trenutno
- 72. brigada Slovenske vojske
- 37. vojaškoteritorialno poveljstvo Maribor
- 74. oklepno-mehanizirani bataljon Slovenske vojske
- 72. poveljniško-logistična četa Slovenske vojske